# Gentzgasse
Die Gentzgasse führt vom Gürtel bis zu Vorortelinie und Gersthofer Straße durch den 18. Wiener Gemeindebezirk Währing.

## Geschichte
Die Gentzgasse ist ein alter Straßenzug, der im unteren Bereich (bis etwa zum heutigen Aumannplatz) die nördliche Begrenzung des Angerdorfes Währing (urkundlich erwähnt 1161/76) bildete; die südliche Begrenzung war die Währinger Straße. Bis zum zweiten Viertel des 19. Jahrhunderts war die Gentzgasse zwischen Semperstraße und Gymnasiumstraße auf beiden Seiten mit ein- und zweigeschoßigen Häusern aus der Zeit des Barock und des Biedermeier verbaut. Ab dem dritten Viertel des 19. Jahrhunderts dehnte sich die Verbauung bis zur Türkenschanzstraße (der Grenze zu Weinhaus) aus. In Weinhaus wurde die Straße erst ab dem Ende des 19. Jahrhunderts verbaut.
Weinhaus und Währing wurden vom Währingerbach durchflossen; er folgte den heutigen Straßenzügen Pötzleinsdorfer Straße – Gersthofer Straße – Gentzgasse – Aumannplatz – Währinger Straße und mündete im Bezirk Alsergrund in den Alserbach. Von 1848 bis 1901 wurde der Bachlauf sukzessive eingewölbt.
Als 1890 die Eingemeindung der Vororte nach Wien beschlossen wurde, führte die Straße sowohl in Weinhaus als auch in Währing die Bezeichnung Herrengasse. Mit Beschluss des Wiener Stadtrats vom 18. Juli 1894 wurde die Bezeichnung Gentzgasse (nach Friedrich von Gentz, der seit 1815 seinen Sommersitz im so genannten Gentz-Schlössel in der Währinger Straße 169–171 gehabt hatte) verliehen.
Ab Oktober 1899 wurde die Pferdebahn, die schon seit 1884 durch die Währinger Straße bis zum Aumannplatz führte, über den Platz durch die Gentzgasse bis zur Gersthofer Straße verlängert. Seit Jänner 1902 wurde sie als elektrische Straßenbahn betrieben.

## Beschreibung

### Verlauf, Charakteristik
Die Gentzgasse beginnt am Währinger Gürtel und verläuft in mehreren flachen Bögen, aber generell in westnordwestlicher Richtung bis zur Gersthofer Straße. Südlich davon verläuft in einer Entfernung von einem Häuserblock weitgehend parallel dazu die Währinger Straße. Am Anfang (Nr. 2, 4, 10) sind noch Reste der biedermeierlichen oder älteren Verbauung erhalten; ansonsten besteht die Bausubstanz überwiegend aus drei- bis viergeschoßigen Mietwohnhäusern aus den Perioden des Wiener Historismus und der Wiener Secession, mit einzelnen Gebäuden aus der Zwischenkriegs- und Nachkriegszeit. An der Kreuzung mit der Martinstraße bzw. Gymnasiumstraße liegt linker Hand das in Formen der deutschen Renaissance errichtete Amtshaus für den 18. Bezirk. Am Aumannplatz nähern sich Währinger Straße und Gentzgasse am engsten an; der Platz selbst beherbergt mit dem Norbert-Liebermann-Park die einzige größere Grünanlage im Verlauf der Straße. Die Nordseite des Platzes wird vom historistischen St.-Carolus-Heim beherrscht. Im weiteren Verlauf weitet sich die Straße vor der Weinhauser Kirche platzartig auf (Hausnummern 123 und 125). Zuletzt unterquert die Gentzgasse das Viadukt der Vorortelinie und endet dann an der schiefwinkeligen Kreuzung mit der Gersthofer Straße.

### Verkehr
Die Gentzgasse stellt eine Verbindung vom 9. Bezirk und im weiteren Sinn vom Stadtzentrum in die westlichen Teile von Währing (Gersthof, Pötzleinsdorf) her. Sie ist als Hauptstraße A klassifiziert.
Für den Verkehr mit Kraftfahrzeugen ist die Gentzgasse in Fahrtrichtung stadtauswärts in ihrer ganzen Länge befahrbar, sodass sie die beschriebene Verbindungsfunktion vor allem in dieser Richtung erfüllt. Im letzten Abschnitt ist sie jedoch Einbahnstraße sowohl im Bereich des Aumannplatzes als auch von der Weinhauser Gasse bis zur Gersthofer Straße, sodass in Richtung stadteinwärts der motorisierte Individualverkehr zunächst durch die Währinger Straße gelenkt wird und erst am Aumannplatz in die Gentzgasse hinüber wechseln kann. Davon ausgenommen ist nur die Straßenbahn, welche die Gentzgasse zwischen Gersthofer Straße und Weinhauser Gasse in Seitenlage befährt und erst dann in die Straßenmitte verschwenkt wird. Am Aumannplatz sind die Gleise abermals entlang des Fahrbahnrandes verlegt.
Die Straßenbahn wechselt am Aumannplatz von der Währinger Straße in die Gentzgasse und befährt sie dann bis zum Ende. Seit Einführung des heute noch geltenden Nummernsystems ist dies einerseits die Linie 41 nach Pötzleinsdorf; die andere Linie zur Herbeckstraße in Gersthof trug seit den 1920er Jahren Jahrzehnte lang die Bezeichnung E2 und fuhr über die Zweierlinie zum Praterstern. Im Juni 1980 wurde der Streckenteil über die Zweierlinie eingestellt und durch die U-Bahn-Linie U2 ersetzt; die verbleibende Straßenbahnlinie führt seither das Liniensignal 40. Die innerstädtische Endhaltestelle ist für beide Linien am Schottentor.
Am Ende der Gentzgasse in Gersthof besteht Zugang zur Station Gersthof der Linie S45 der S-Bahn Wien. Hier liegen auch Haltestellen der Straßenbahnlinie 9, die dann in die Simonygasse abbiegt und durch die westlichen Bezirke zum Westbahnhof fährt, sowie der durch die Gersthofer Straße verkehrenden Autobuslinie 10A, einer Verbindung von Meidling nach Heiligenstadt.
Beim Anfang der Gentzgasse befindet sich am Währinger Gürtel die U-Bahn-Station Währinger Straße der U-Bahn-Linie U6. Außerdem hat hier auch die Autobuslinie 40A, die ebenfalls eine Verbindung zum Stadtzentrum (im Bereich der Alten Börse) bietet, eine Haltestelle.

## Bemerkenswerte Adressen

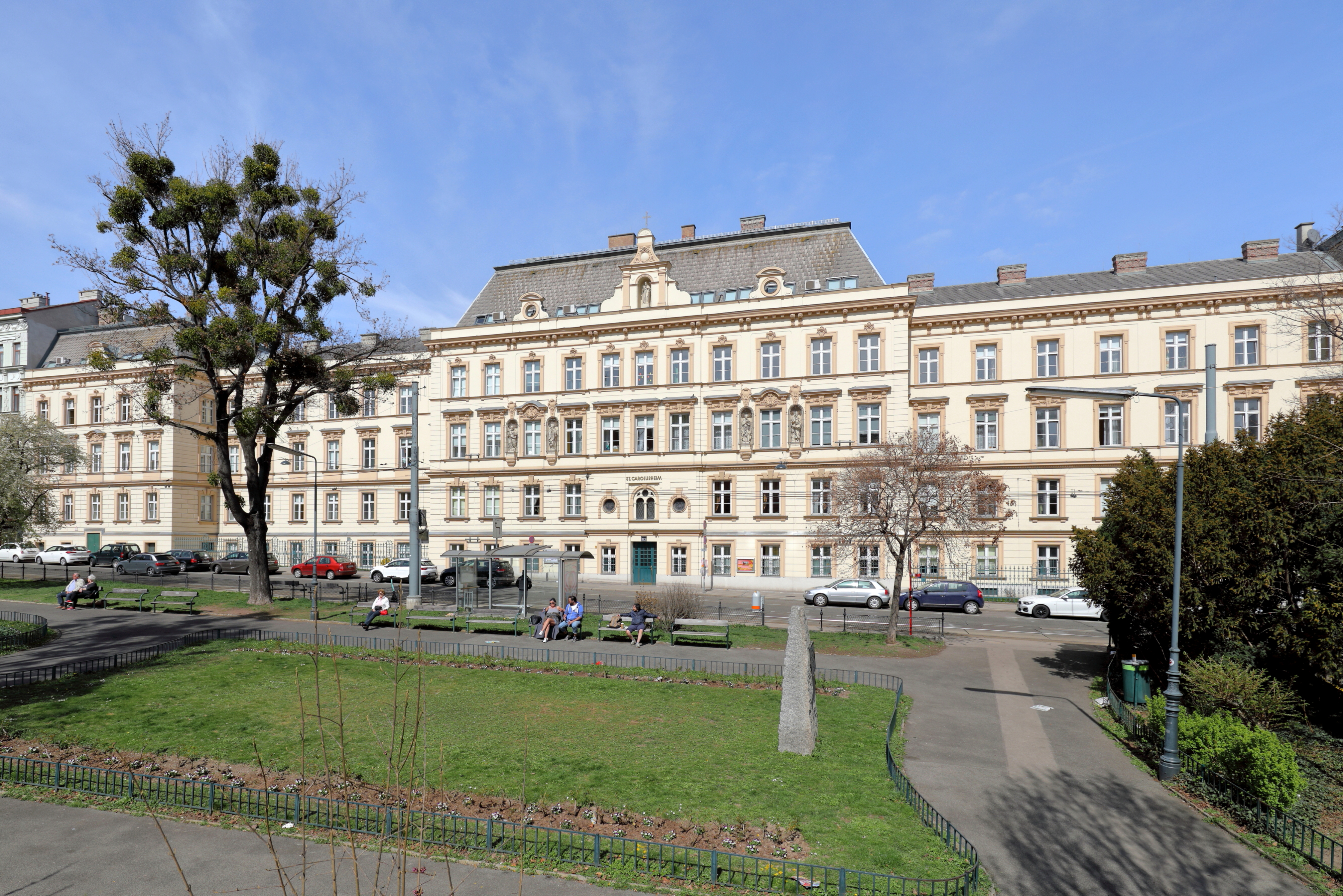
St. Carolusheim mit dem Norbert-Liebermann-Park davor

(Denkmalgeschützte Objekte sind durch Fettdruck hervorgehoben.)
- Ecke Semperstraße: barocker Bildstock (Vierkantpfeiler mit Tabernakelaufsatz), ca. 1700[8]
- Nr. 7: Wohnhaus und Sterbeort von Egon Friedell[3]
- Nr. 8: Ehemalige Zweigstelle des Dorotheums, 1931
- Nr. 10: Ehemaliger Wirtschaftshof des Barnabitenkollegs, Sitz der Schwedischen Kirche in Wien
- Nr. 45: Gemeindebau von 1926
- Nr. 72: Im Hof des Hauses Grenzstein bezeichnet 1637, „Luckerter Stein“
- Nr. 79: Gemeindebau, errichtet 1926–1927
- gegenüber Nr. 104 (Aumannplatz): Denkmal für Norbert Liebermann
- Nr. 100–108: St.-Carolus-Heim der Barmherzigen Schwestern vom heiligen Karl Borromäus, errichtet 1879/75, ausgebaut 1885 und 1905
- Nr. 119: Secessionistisches Gebäude (ca. 1910), ehemaliges Währinger Bürgertheater
- Nr. 140, 142: Pfarrkirche Weinhaus mit beiden Trakten des Pfarrhofs, Ende des 19. Jahrhunderts
- zwischen Nr. 166 und 168: Brücke der Vorortelinie über die Gentzgasse[9]

## Bildergalerie

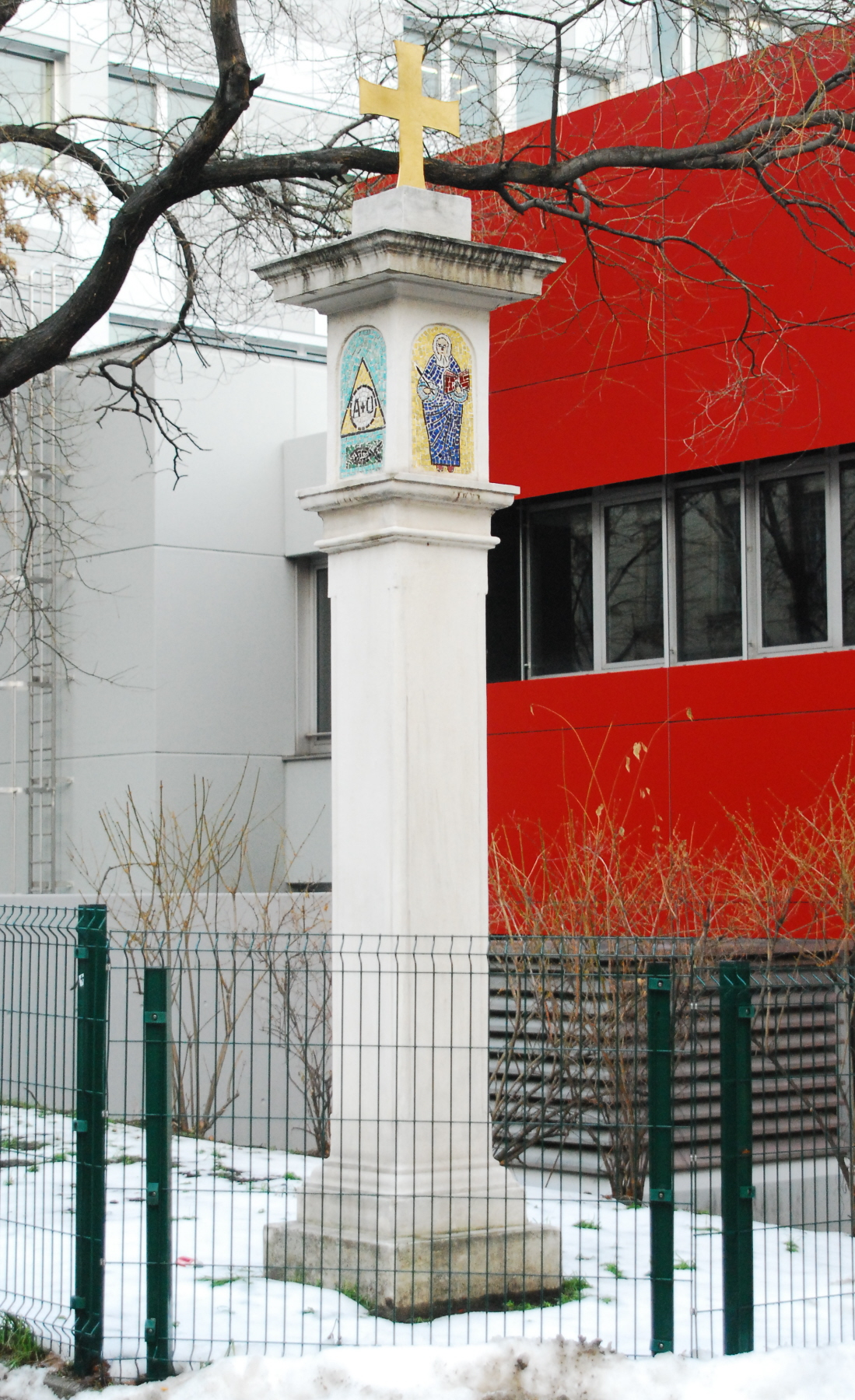
Bildstock Ecke Semperstraße
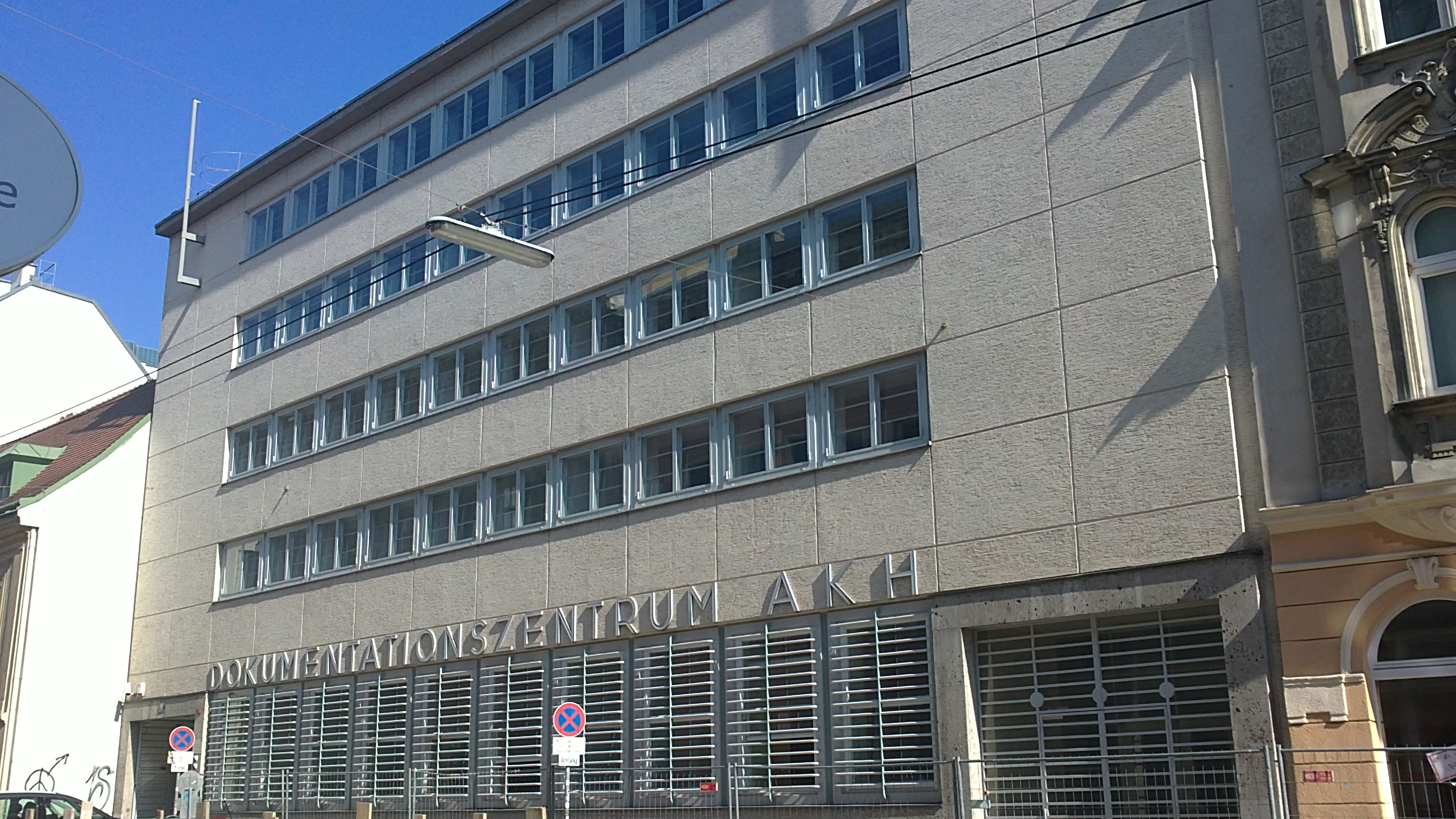
Ehemaliges Dorotheum (Nr. 8)
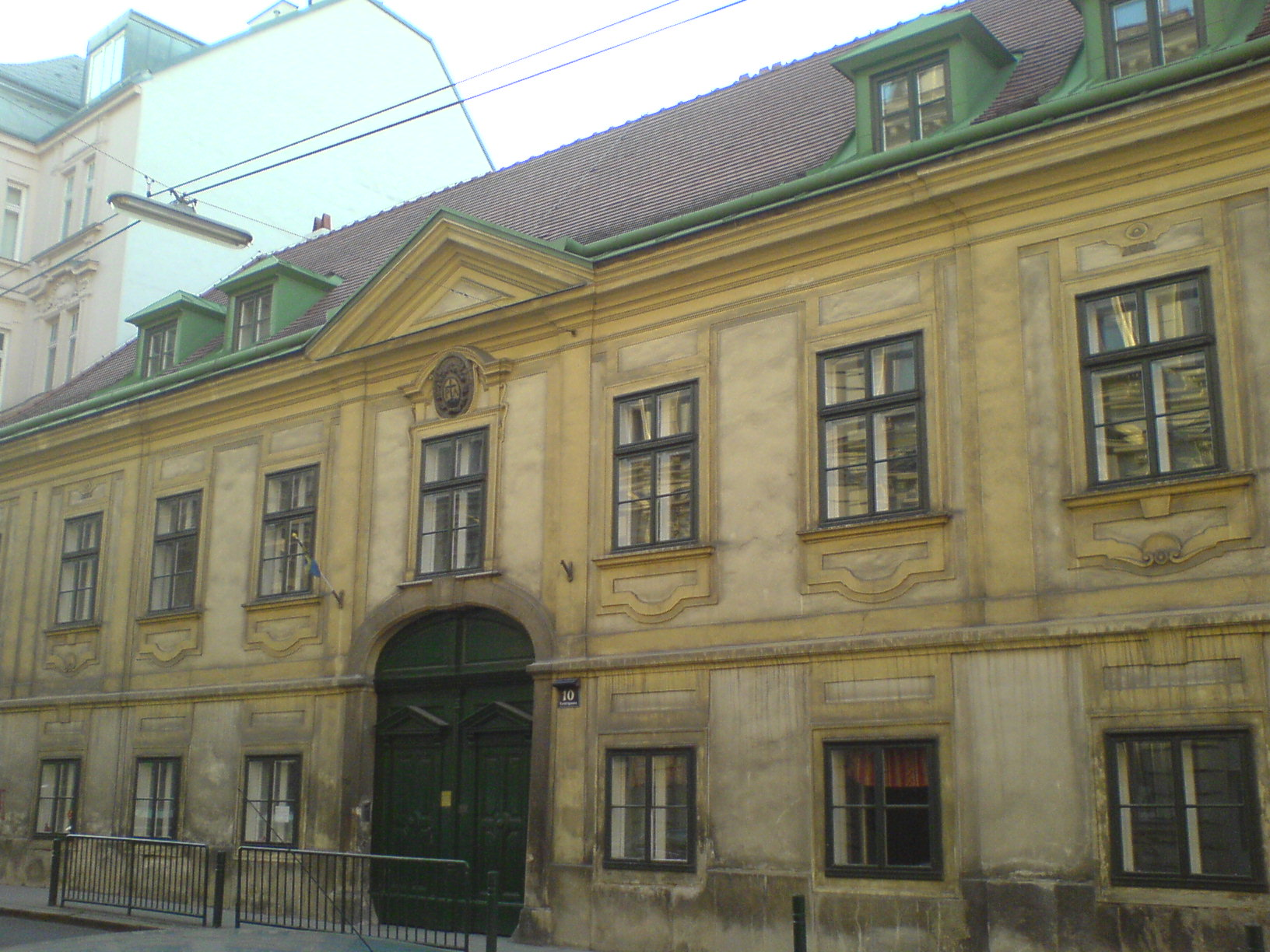
Ehemaliger Barnabitenfreihof (Nr. 10)
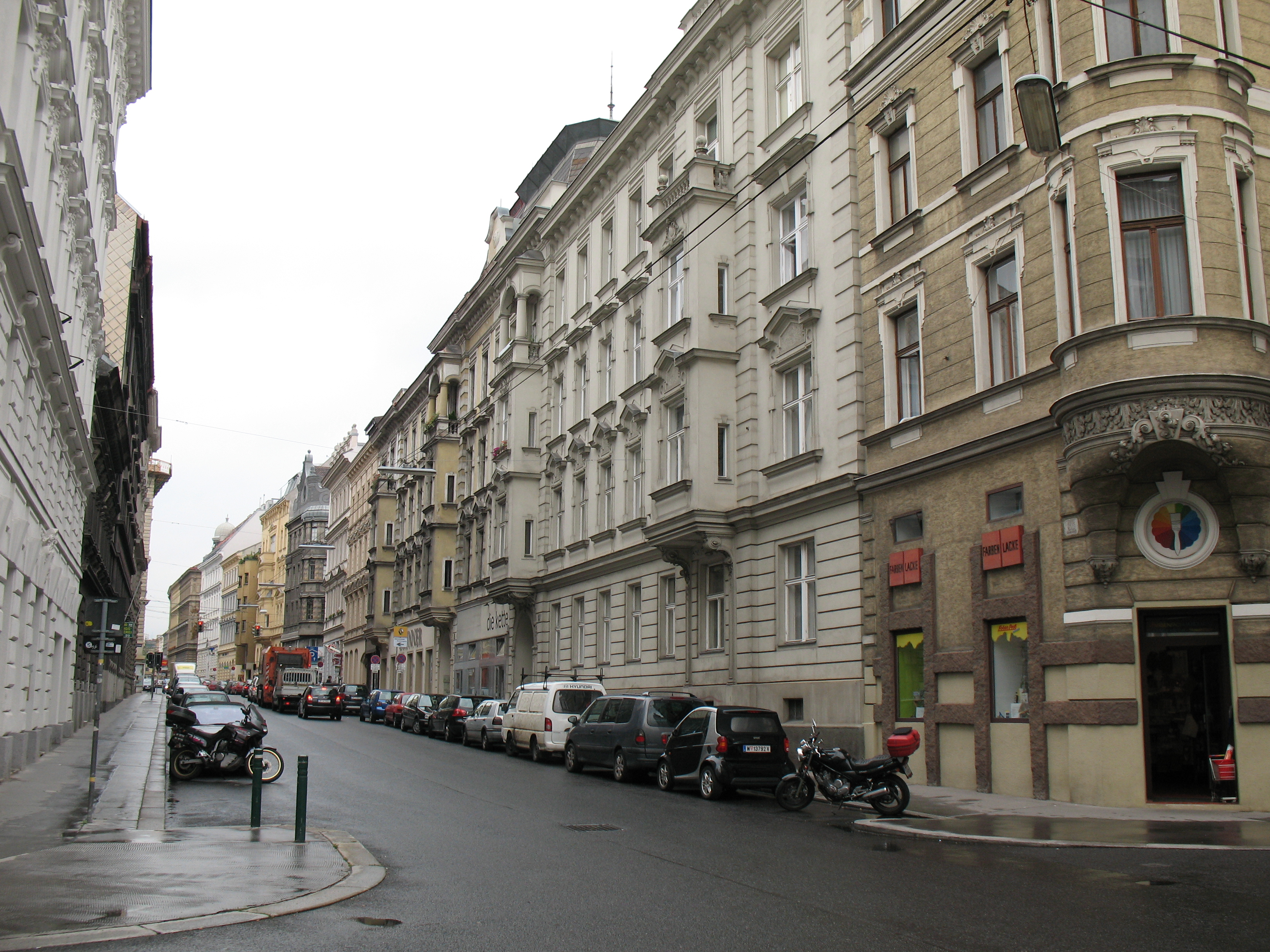
Bei der Riglergasse, stadtauswärts
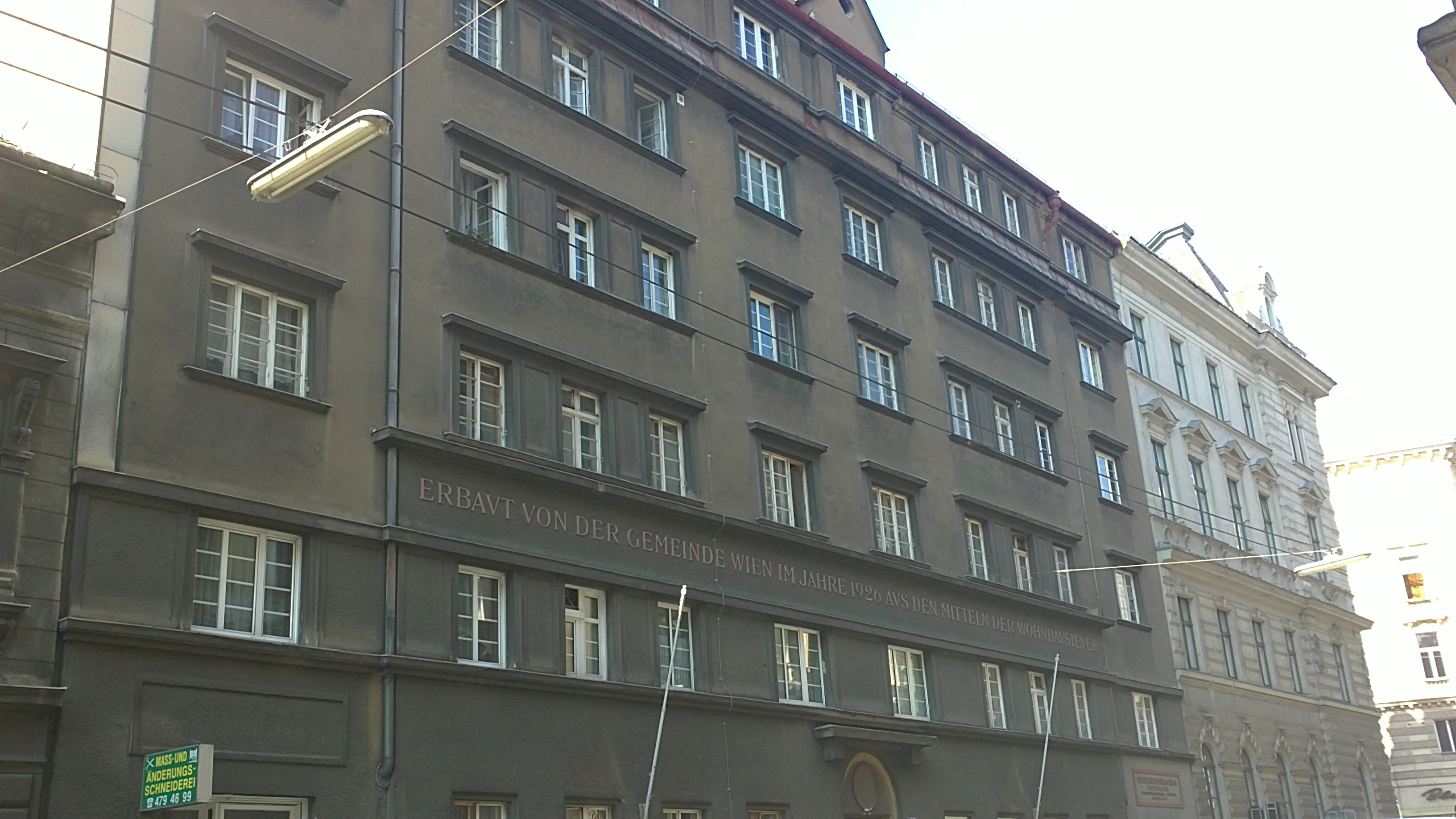
Gemeindebau, Nr. 45
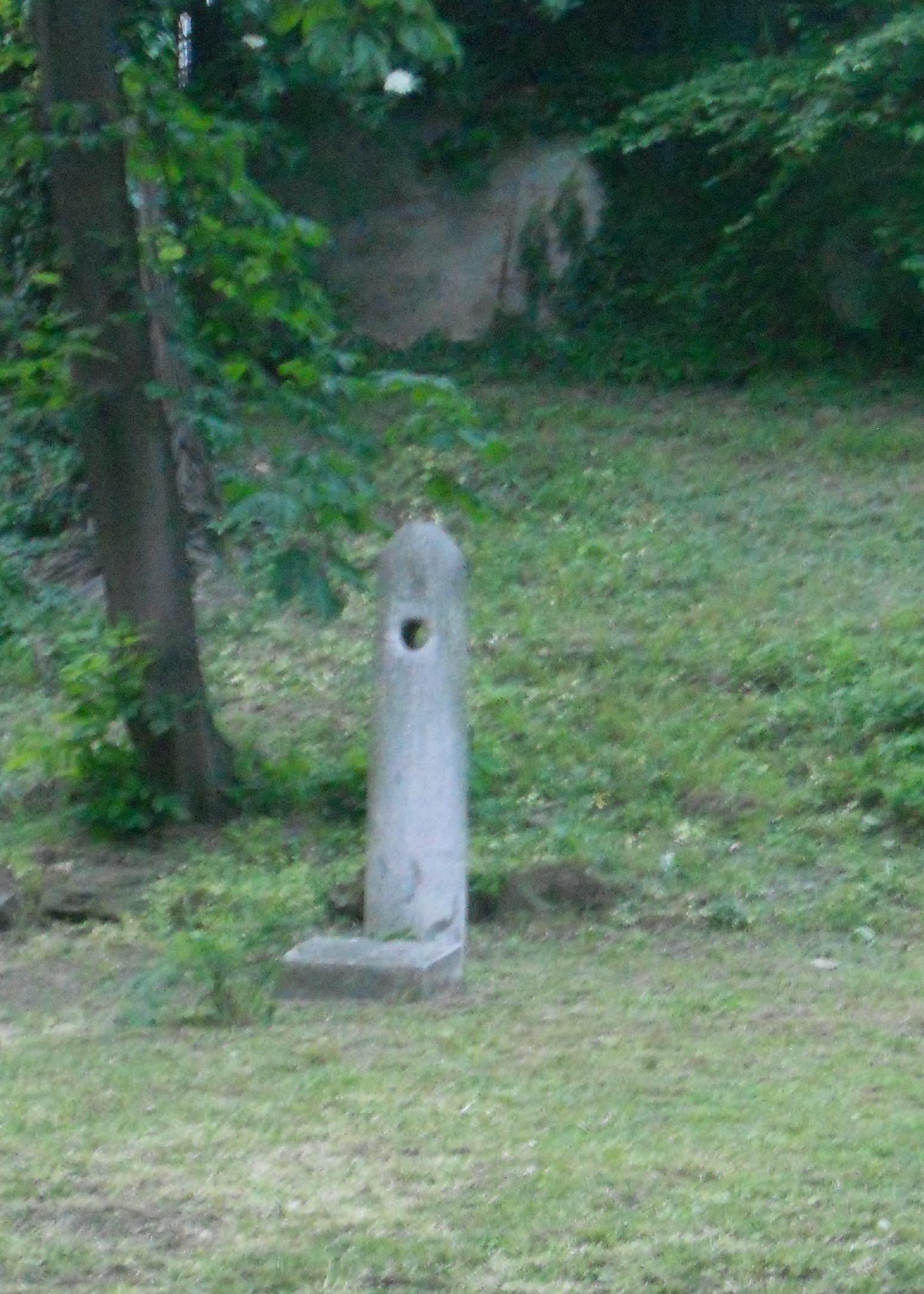
„Luckerter Stein“, Hof von Nr. 72
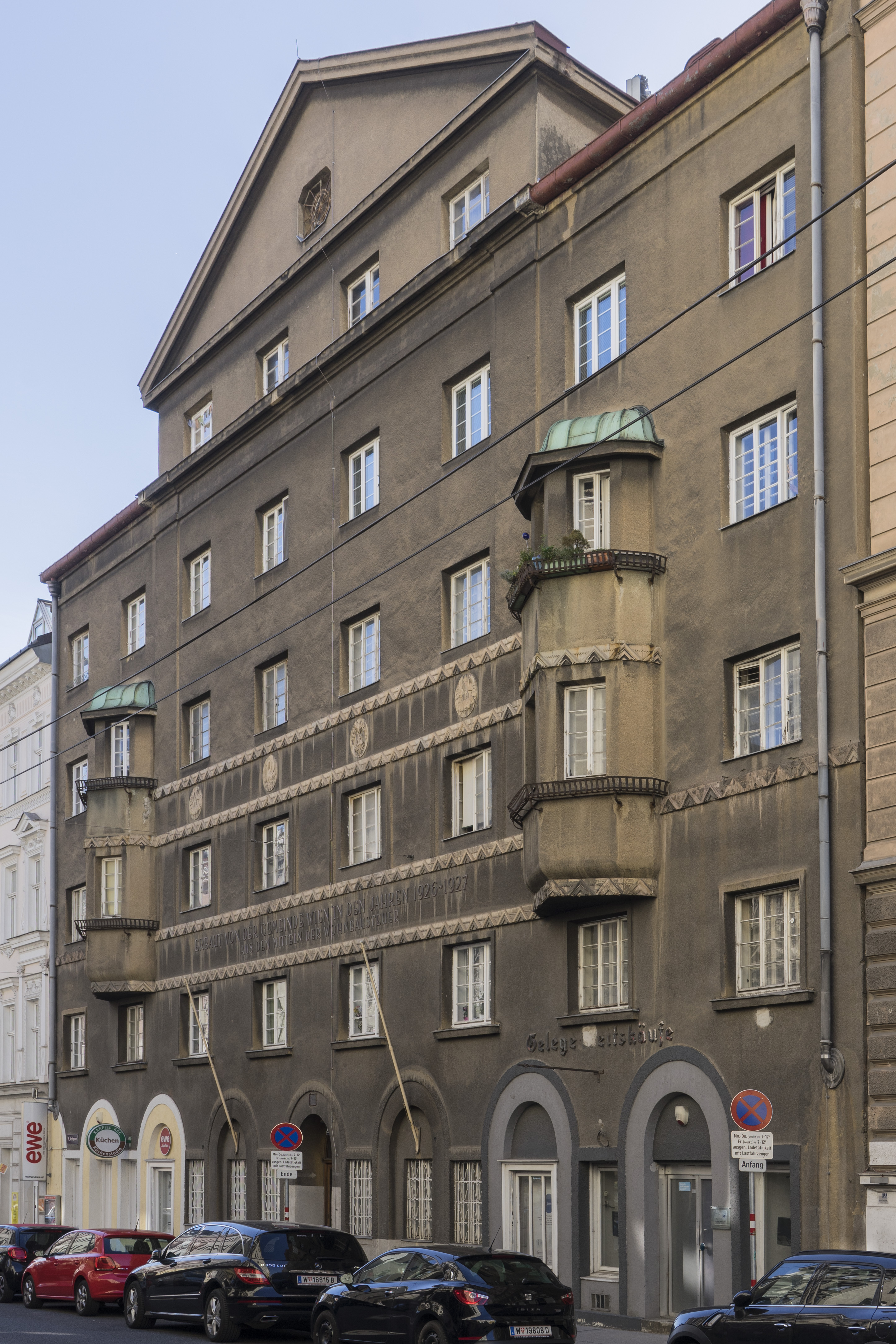
Gemeindebau, Nr. 79
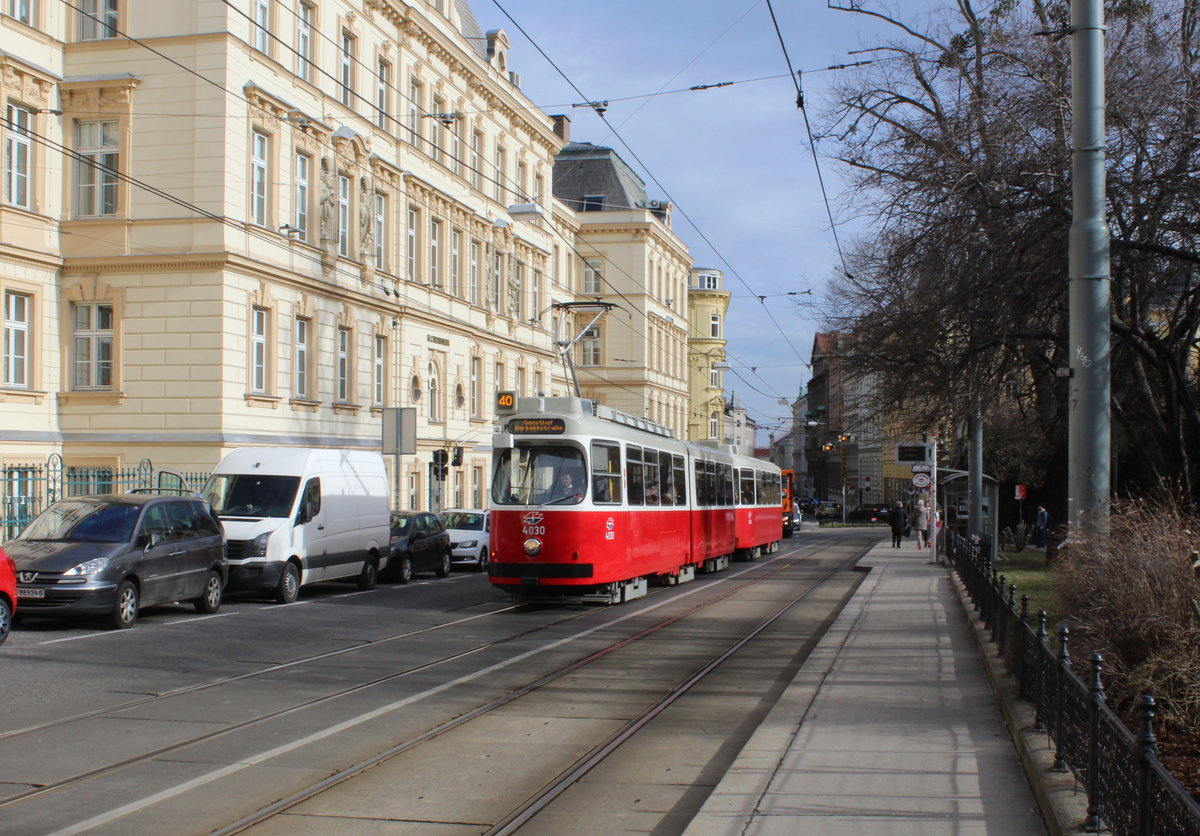
St.-Carolus-Heim am Aumannplatz (Nr. 100–108)
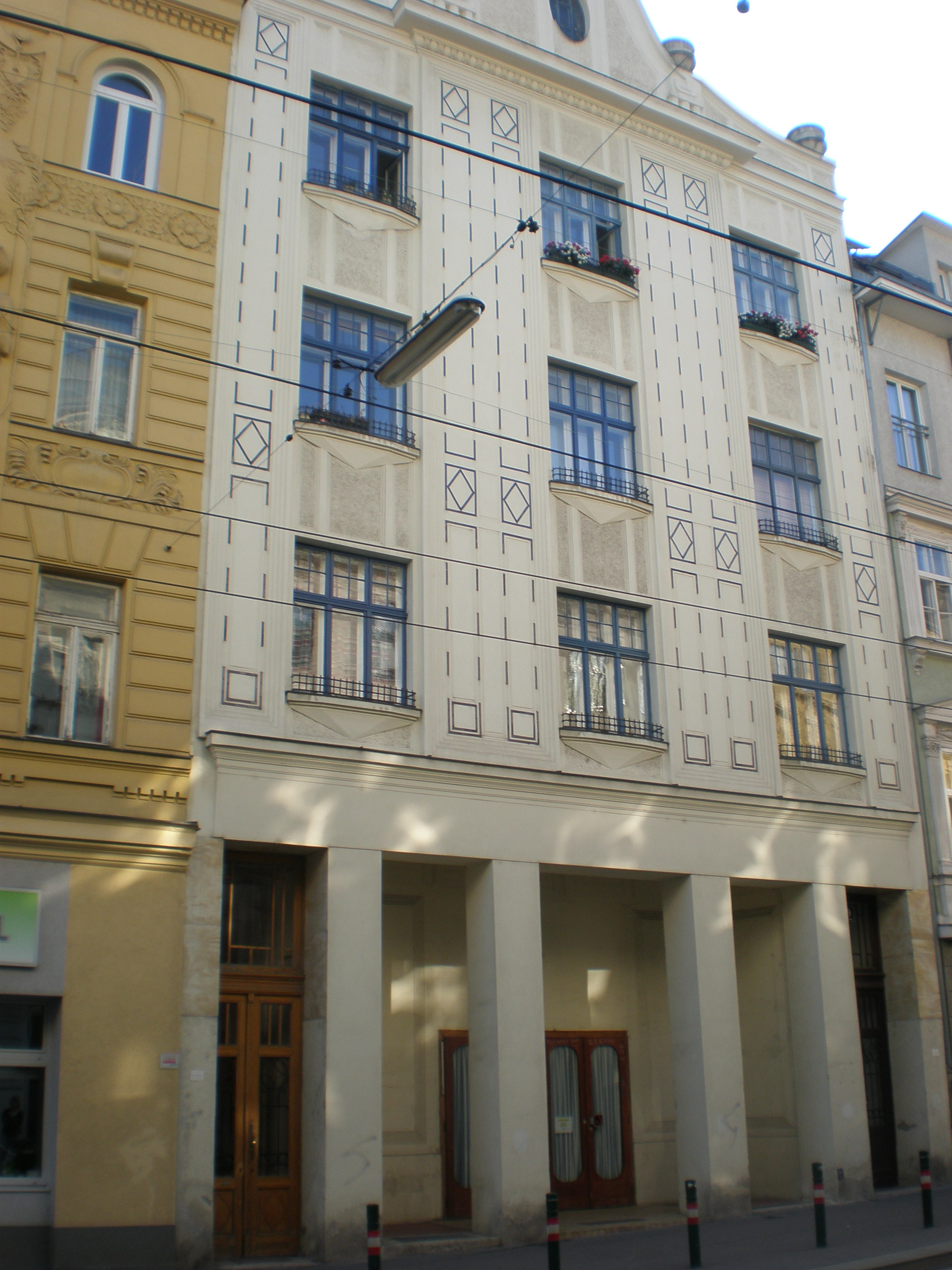
Ehemaliges Währinger Bürgertheater, Nr. 119
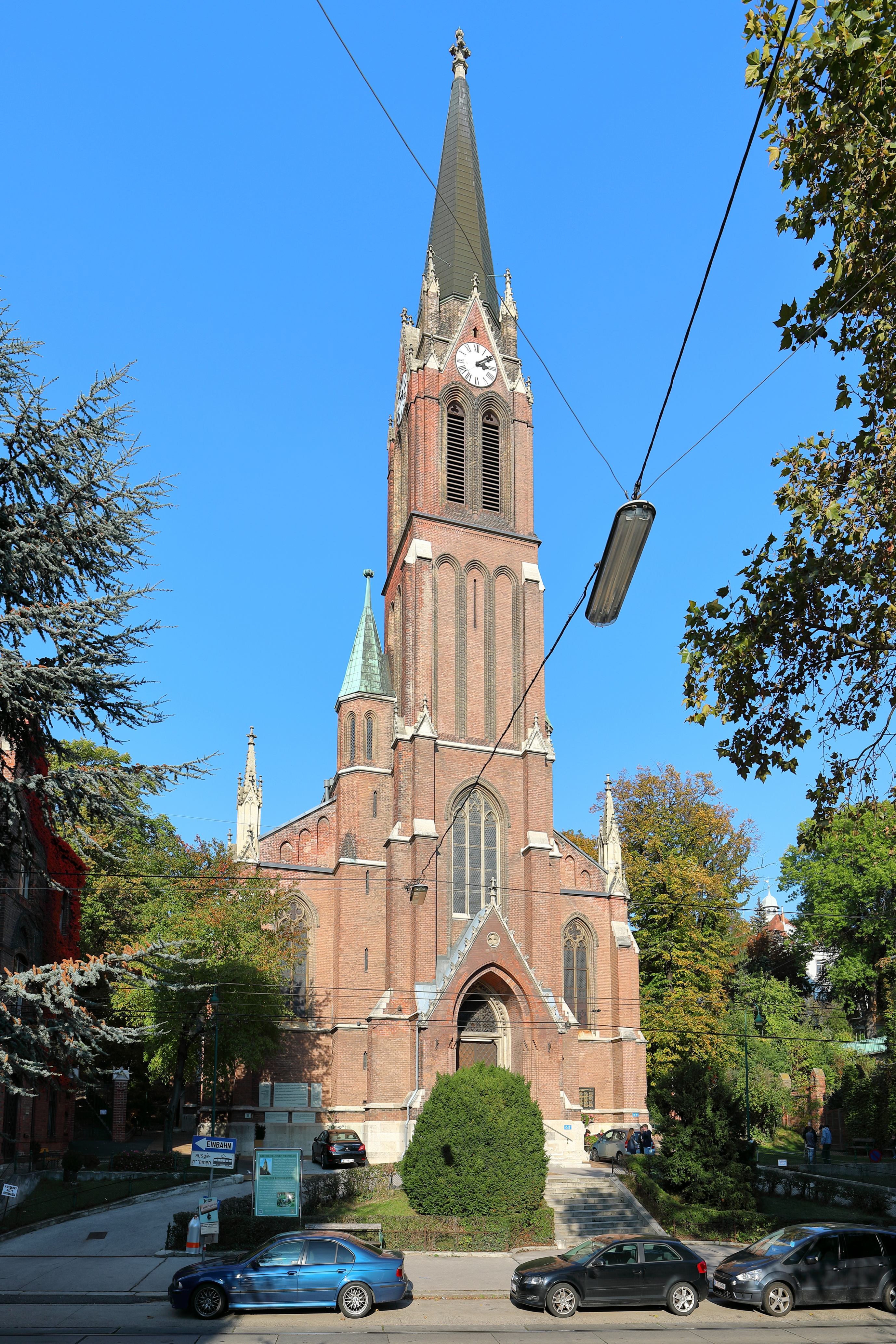
Weinhauser Pfarrkirche
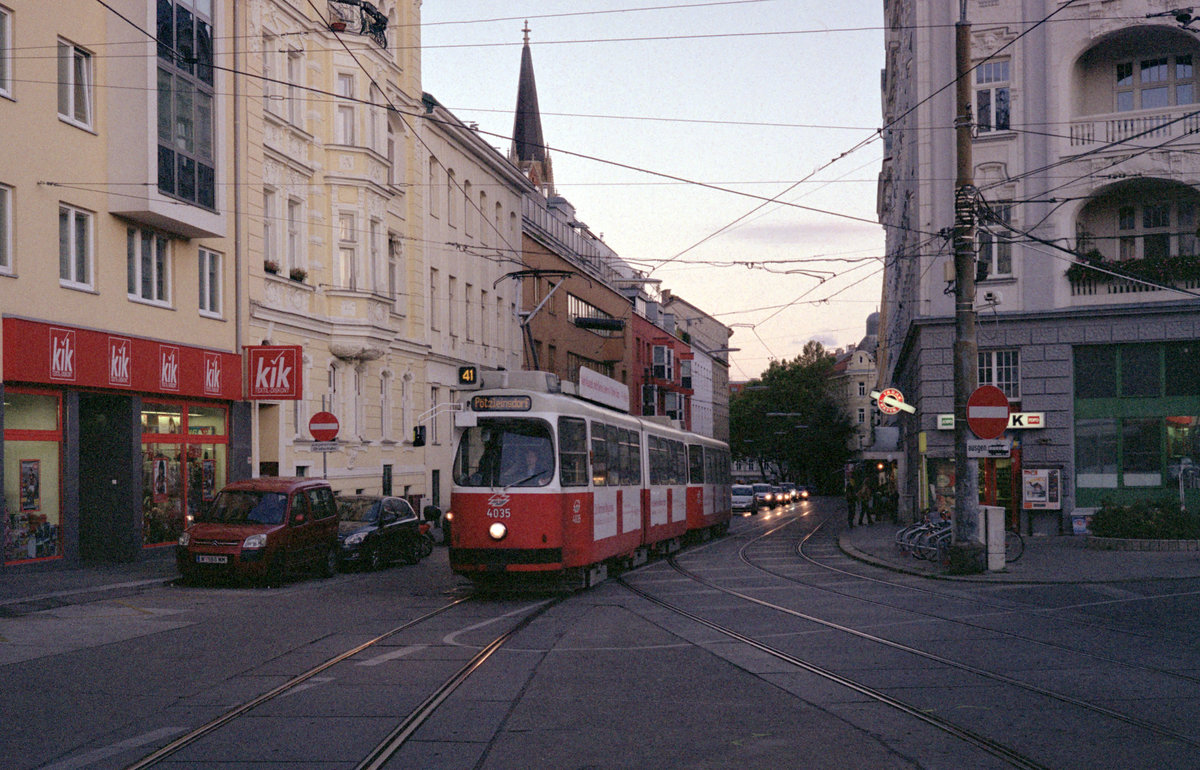
Bei der Simonygasse, stadteinwärts
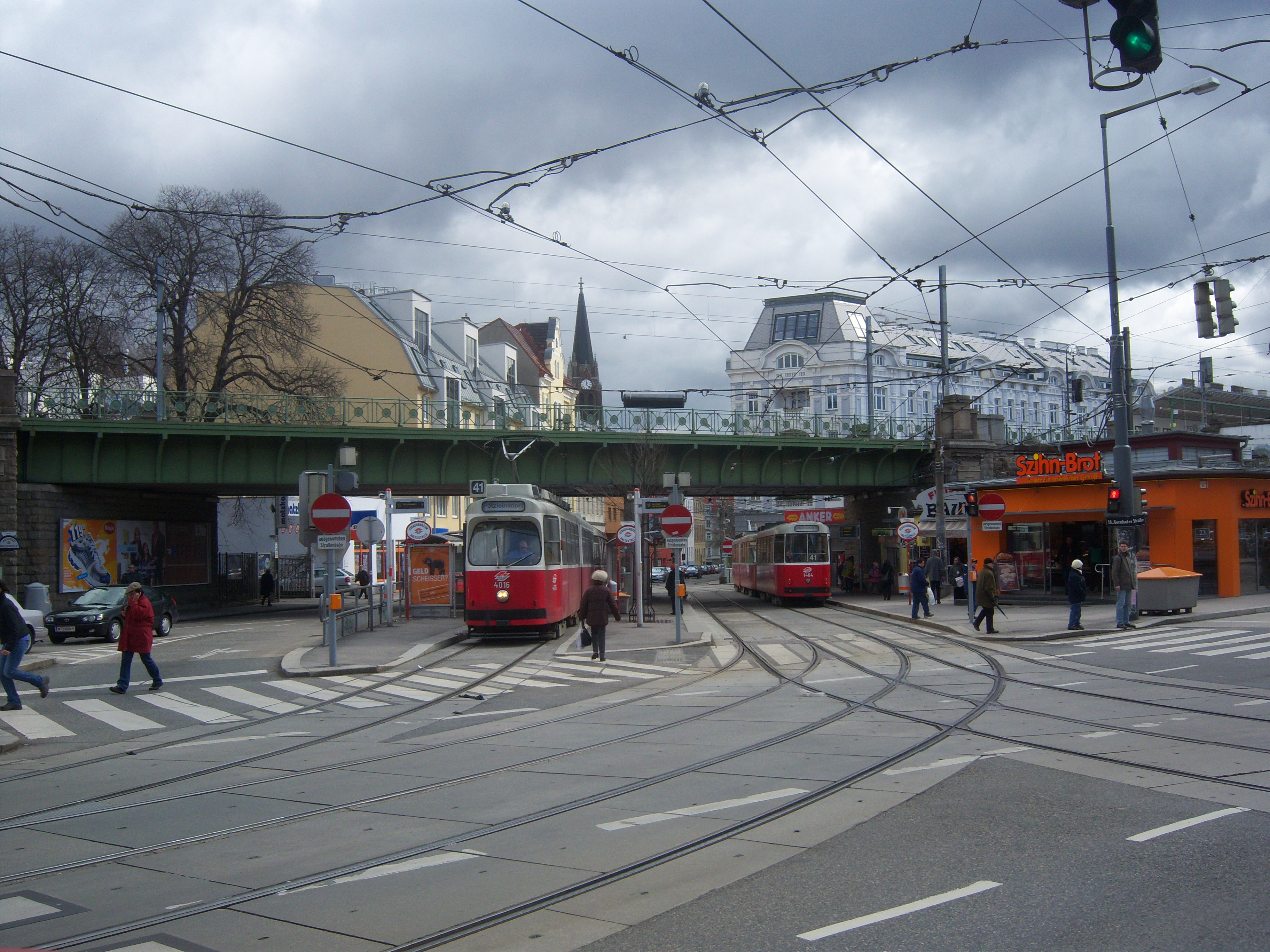
Brücke der Vorortelinie
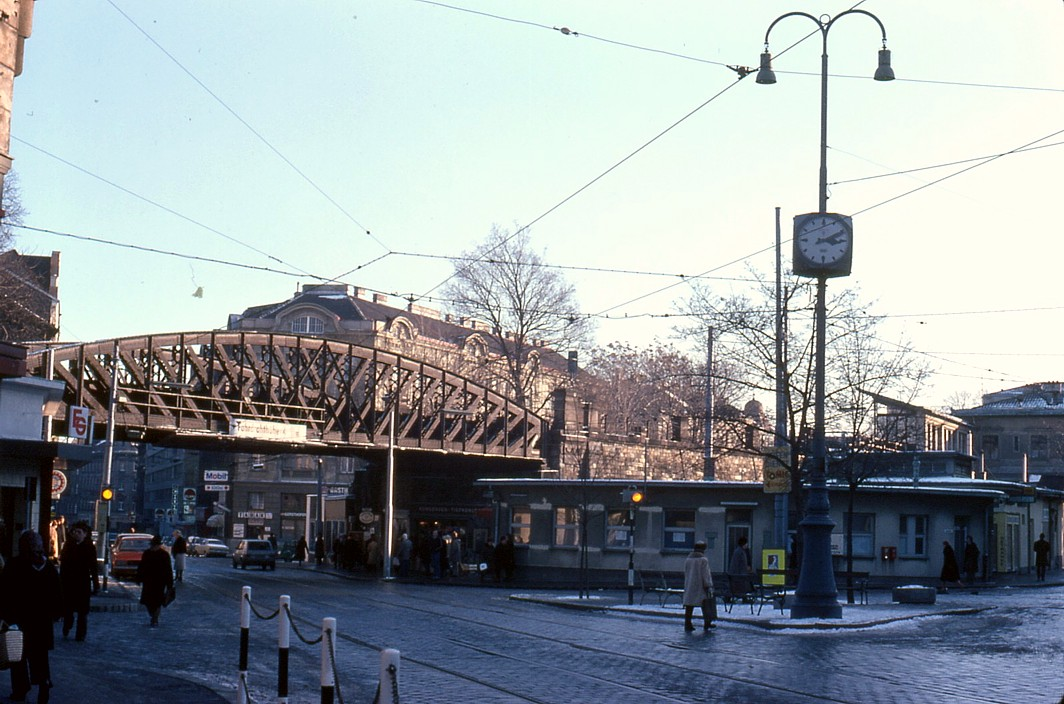
Frühere Brücke der Vorortelinie (1980)